# مک‌هنری (کنتاکی)
مک‌هنری (به انگلیسی: McHenry) شهری در ایالت کنتاکی کشور ایالات متحده آمریکا است که جمعیت آن در سرشماری سال ۲۰۱۰ میلادی، ۳۸۸ نفر بوده‌است.